# Sesta riunione degli scienziati italiani
La Sesta riunione degli scienziati italiani fu un incontro dei principali studiosi provenienti dai diversi Stati della penisola italiana svoltosi a Milano nel 1844.

## Aspetti storici
Il 7 gennaio 1843 l'imperatore Ferdinando I diede il proprio assenso per lo svolgimento della riunione a Milano nell'anno successivo; il 23 febbraio l'Istituto lombardo di scienze, lettere ed arti nominò una commissione per l'organizzazione dell'evento formata da Giuseppe Moretti, Carlo Cattaneo e Gabrio Piola.
Al congresso parteciparono 1 159 iscritti e tra essi vi furono molti scienziati e letterati che due anni prima a Padova non avevano ottenuto il visto.
Come di consuetudine e già accaduto nelle riunioni precedenti, gli scienziati prima di riunirsi assistettero alla Santa Messa che in quell'occasione si tenne nel Duomo di Milano alle 9 del mattino del 12 settembre. L'adunanza generale di apertura ebbe quindi inizio a mezzogiorno nell'aula magna del palazzo di Brera alla presenza del viceré il duca Ranieri Giuseppe d'Asburgo-Lorena e dell'arcivescovo di Milano Carlo Gaetano II di Gaisruck; quindi i lavori furono aperti da un discorso di introduzione del conte Borromeo, che di questo congresso era stato acclamato presidente al termine della precedente V riunione di Lucca del 1843.

## Sezioni

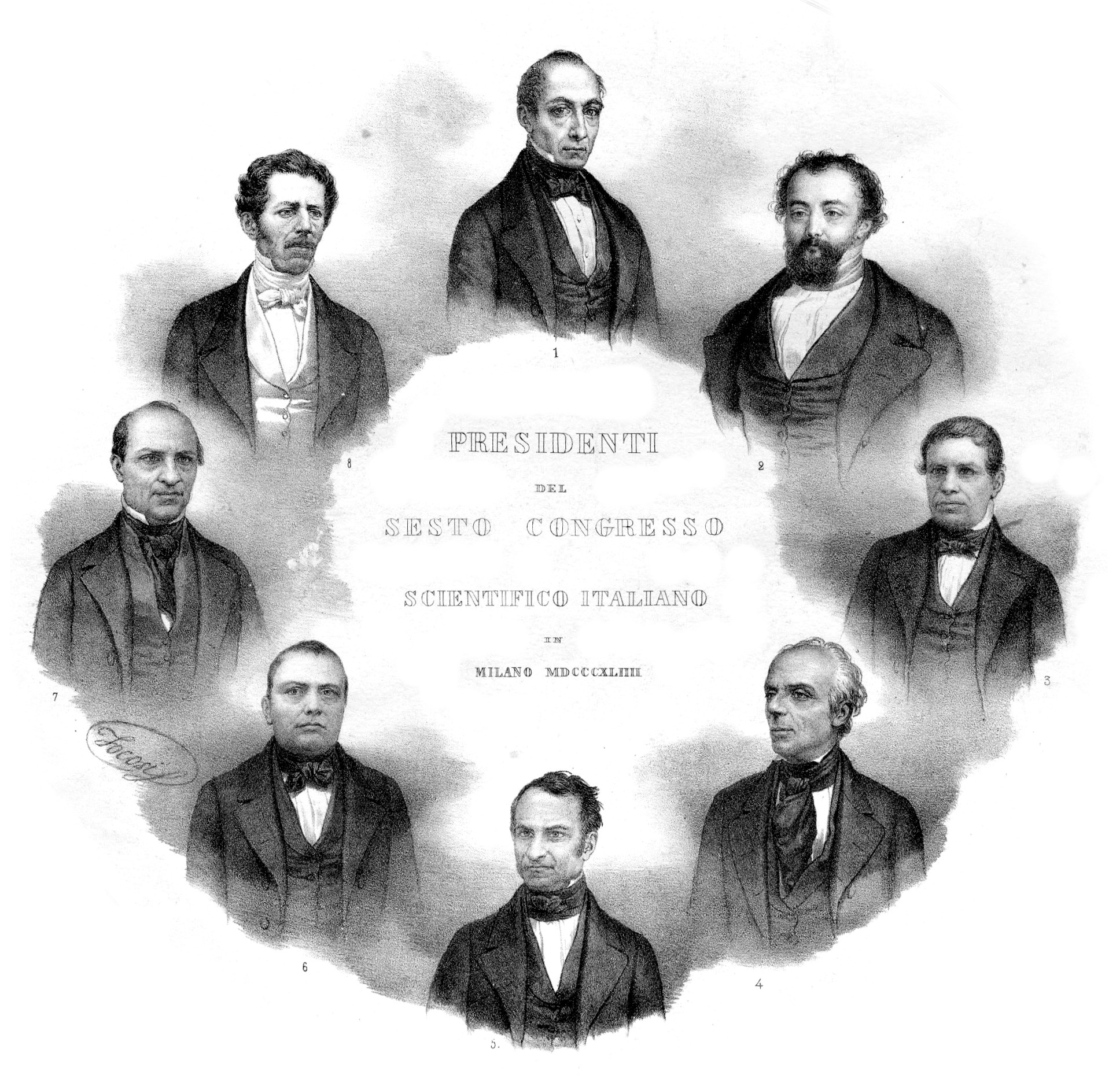
Ritratti dei presidenti delle sezioni

Il presidente generale della riunione fu il conte Vitaliano Borromeo.
Il segretario generale fu Carlo Bassi, conservatore del Museo Civico di Milano

### Agronomia e tecnologia
Furono nominati presidente Emilio Bertone di Sambuy e vicepresidenti Gherardo Freschi e Lorenzo Taverna. Furono segretari Giuseppe Sacchi e Faustino Sanseverino.
I membri della sezione furono 295.

### Zoologia, anatomia e fisiologia comparata
Furono nominati presidente Carlo Luciano Bonaparte e vicepresidente Giovanni Domenico Nardo. Fu segretario Achille Costa.
I membri della sezione furono 37.

### Geologia, mineralogia e geografia
Furono presidente Lodovico Pasini e vicepresidente Lorenzo Pareto. Furono segretari Leopoldo Pilla e Giuseppe Balsamo Crivelli.
I membri della sezione furono 86.

### Botanica e fisiologia vegetale
Fu presidente Giuseppe Giacinto Moris. Furono segretari Vincenzo Cesati e Vittore Benedetto Antonio Trevisan.
I membri della sezione furono 35.

### Fisica e matematica
Furono presidente Francesco Orioli e vicepresidente Ottaviano Fabrizio Mossotti. Furono segretari Giovanni Maria Lavagna, Luigi Magrini e Francesco Cattaneo.
I membri della sezione furono 240.

### Scienze mediche
Furono presidente Francesco Puccinotti e vicepresidente Giovanni Strambio. Furono segretari Carlo Ampelio Calderini e Giuseppe Canziani.
Per la sottosezione di chirurgia fu vicepresidente Giovanni Rossi. Furono segretari Agostino Bertani e Giovanni Gandolfi.
I membri della sezione furono 428.

### Chimica
Furono presidente Gioacchino Taddei e vicepresidente Raffaele Piria. Furono segretari Francesco Selmi e Giovanni Polli.
I membri della sezione furono 38.

## Commissione metrologica italiana
Il 23 settembre Freschi, su indicazione di diversi membri della sezione Agronomia e tecnologia, richiese alla sezione Fisica e matematica la creazione di una commissione congiunta per stabilire il «migliore sistema di pesi e misure da rendersi uniforme in tutta Italia». Nonostante qualche perplessità di Carlo Luciano Bonaparte, la commissione venne formata dallo stesso Bonaparte, Gherardo Freschi, Bonajuto Paris Sanguinetti, Cosimo Ridolfi, Faustino Sanseverino, Luigi Serristori e Carlo Afan de Rivera per Agronomia e tecnologia e da Paolo Frisiani, Gian Alessandro Maiocchi, Giuseppe Cadolini e Giulio Sarti per Fisica e matematica.
La relazione venne presentata da Cadolini nella successiva riunione.

## Iniziative
Ignazio Cantù pubblicò una raccolta di notizie sui partecipanti ai primi cinque convegni.

### Medaglia commemorativa

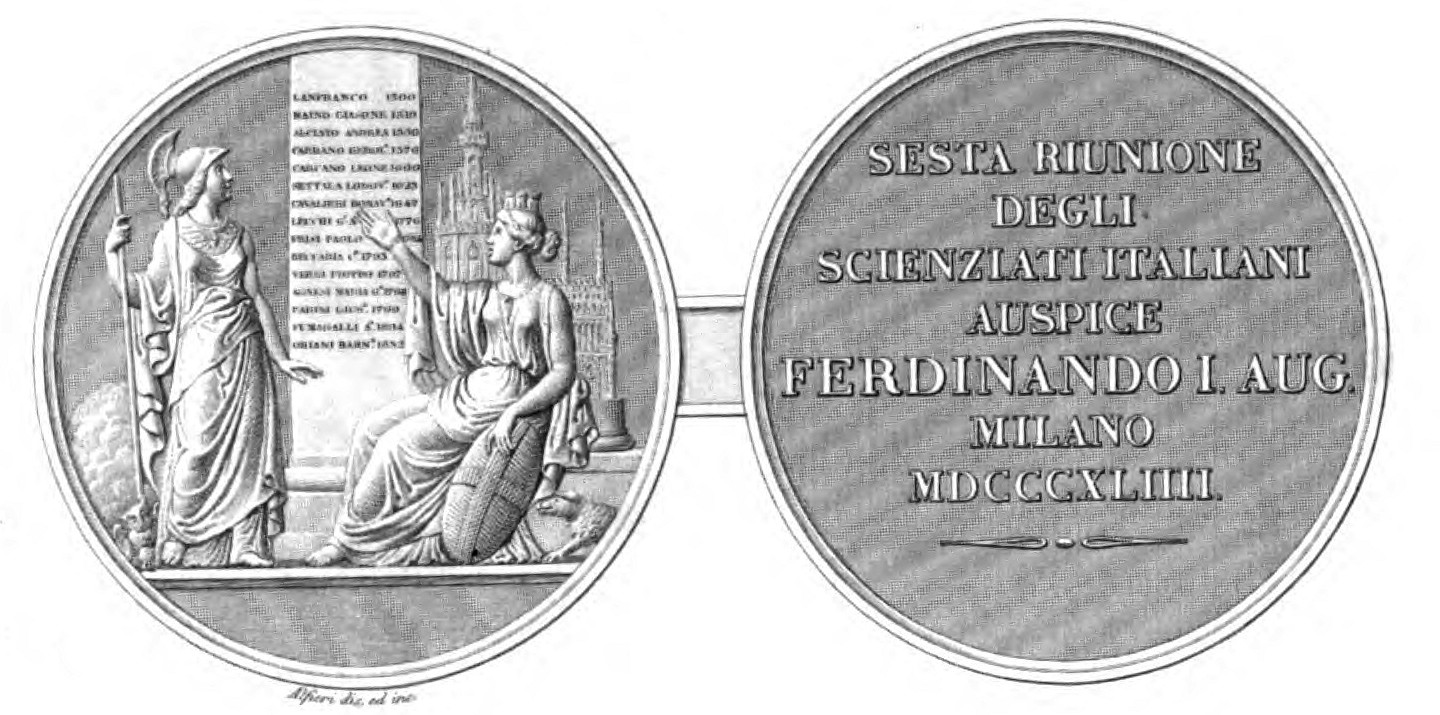
Raffigurazione della medaglia

In occasione della riunione venne distribuita ai partecipanti una medaglia commemorativa.
- Dritto: nel campo a destra il Duomo di Milano. Sul davanti la figura allegorica di Milano, turrita, seduta a destra e volta a sinistra; ha il braccio sinistro appoggiato a uno scudo con lo stemma di Milano; con il braccio destro alzato indica a Minerva, che è posta in piedi di fronte, una colonna che riporta i nomi di 15 insigni milanesi con la loro data di morte: LANFRANCO 1300 | MAINO GIASONE 1519 | ALCIATO ANDREA 1550 | CARDANO GEROL.O 1576 | CARCANO LEONE 1600 | SETTALA LODOV.O 1623 | CAVALIERI BONAV.A 1647 | LECCHI G.I A.O 1776 | FRISI PAOLO 1784 | BECCARIA C.E 1793 | VERRI PIETRO 1797 | AGNESI MARIA G.A 1798 | PARINI GIUS.E 1799 | FUMAGALLI A.O 1804 | ORIANI BARN.A 1832 (sono errate le date relative al Carcano Leone, al Settala, al Beccaria e alla Agnesi). In basso a destra, a fianco allo scudo milanese compare la parte anteriore della scrofa semilanuta.
Esergo: L. COSSA F.
- Rovescio: nel campo in sette righe SESTA RIUNIONE | DEGLI | SCIENZIATI ITALIANI | AUSPICE | FERDINANDO I. AUG. | MILANO | MDCCCXLIIII.
Sotto: fregio.

### Monumento a Bonaventura Cavalieri

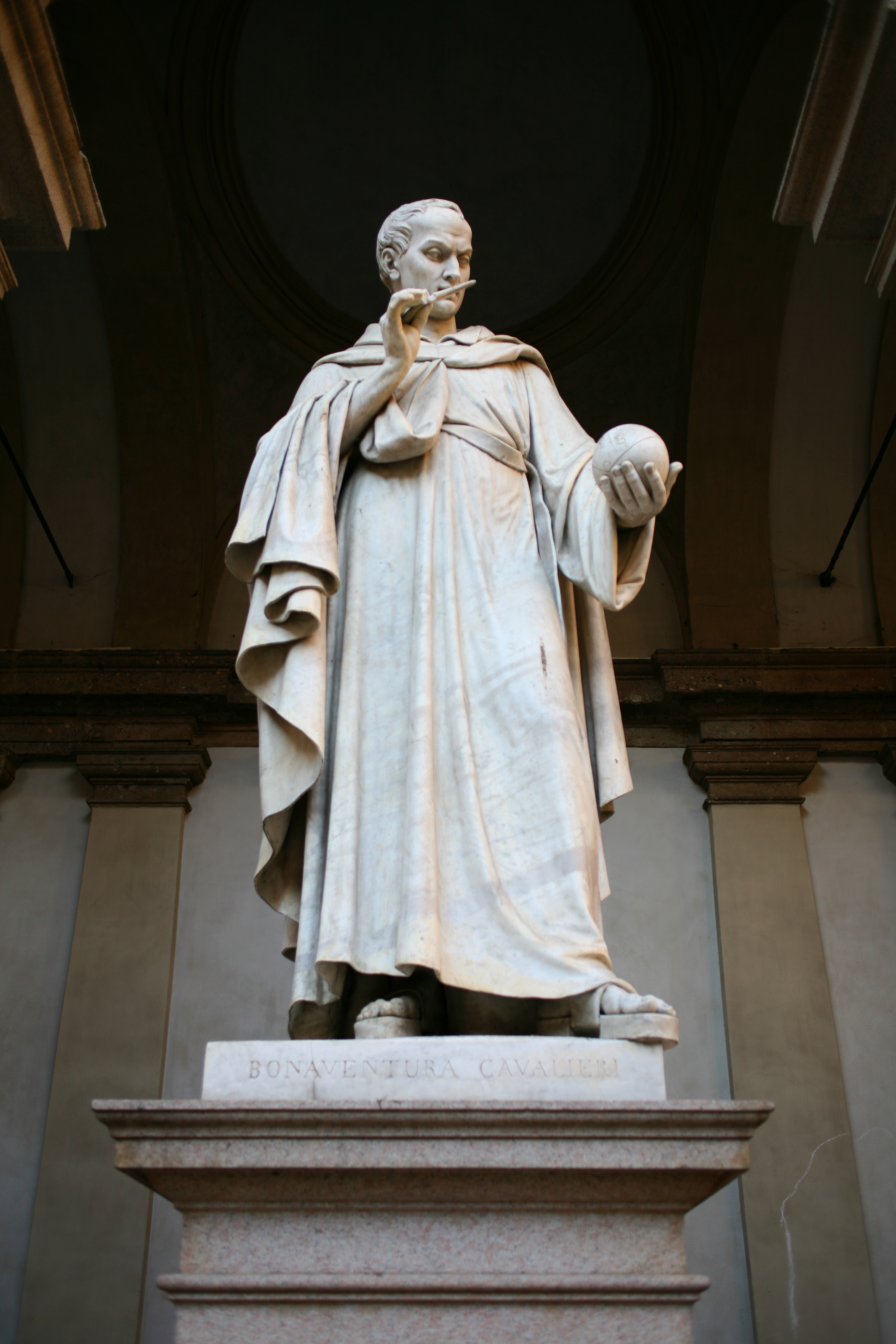
Monumento a Bonaventura Cavalieri nel cortile d'onore del palazzo di Brera

Così come nella prima riunione a Pisa era stato inaugurato un monumento in onore di Galileo Galilei, a Milano si stabilì di realizzare un monumento in memoria di un insigne scienziato milanese. Tra i nomi possibili, venne selezionato quello di Bonaventura Cavalieri.
Nell'agosto 1843 una commissione incaricata dall'Istituto Lombardo di scienze, lettere e arti scelse come scultore Giovanni Antonio Labus, già segretario dell'istituto.
Il monumento fu inaugurato l'11 settembre; il giorno successivo fu inaugurato anche il monumento a Pietro Verri nello stesso cortile del palazzo di Brera.

### Guida di Milano
Nel 1843 Carlo Cattaneo, in un articolo pubblicato ne Il politecnico, recensì le guide pubblicate in occasione dei primi quattro congressi e si fece promotore di nuovi criteri per la redazione di un valido strumento per i congressisti. Inizialmente gli fu affidato l'incarico per realizzare la guida per la VI riunione, ma il suo progetto di descrivere l'intera regione, anziché solo Milano, portò alla sua esclusione.
Si preferì pubblicare Milano e il suo territorio in due tomi, il primo dedicato a Gli uomini e il secondo a La natura e l'arte. L'opera, coordinata da Cesare Cantù, conteneva contributi di esperti, quali Pompeo Litta Biumi, l'abate Bartolomeo Catena (prefetto della Biblioteca Ambrosiana) e Giovanni Labus.
La Commissione - Lorenzo Litta Modigliani - Carlo Bassi - Antonio Re.»
Venne anche distribuito il Manuale del forestiero in Milano.